# Brandanschlag von Sivas

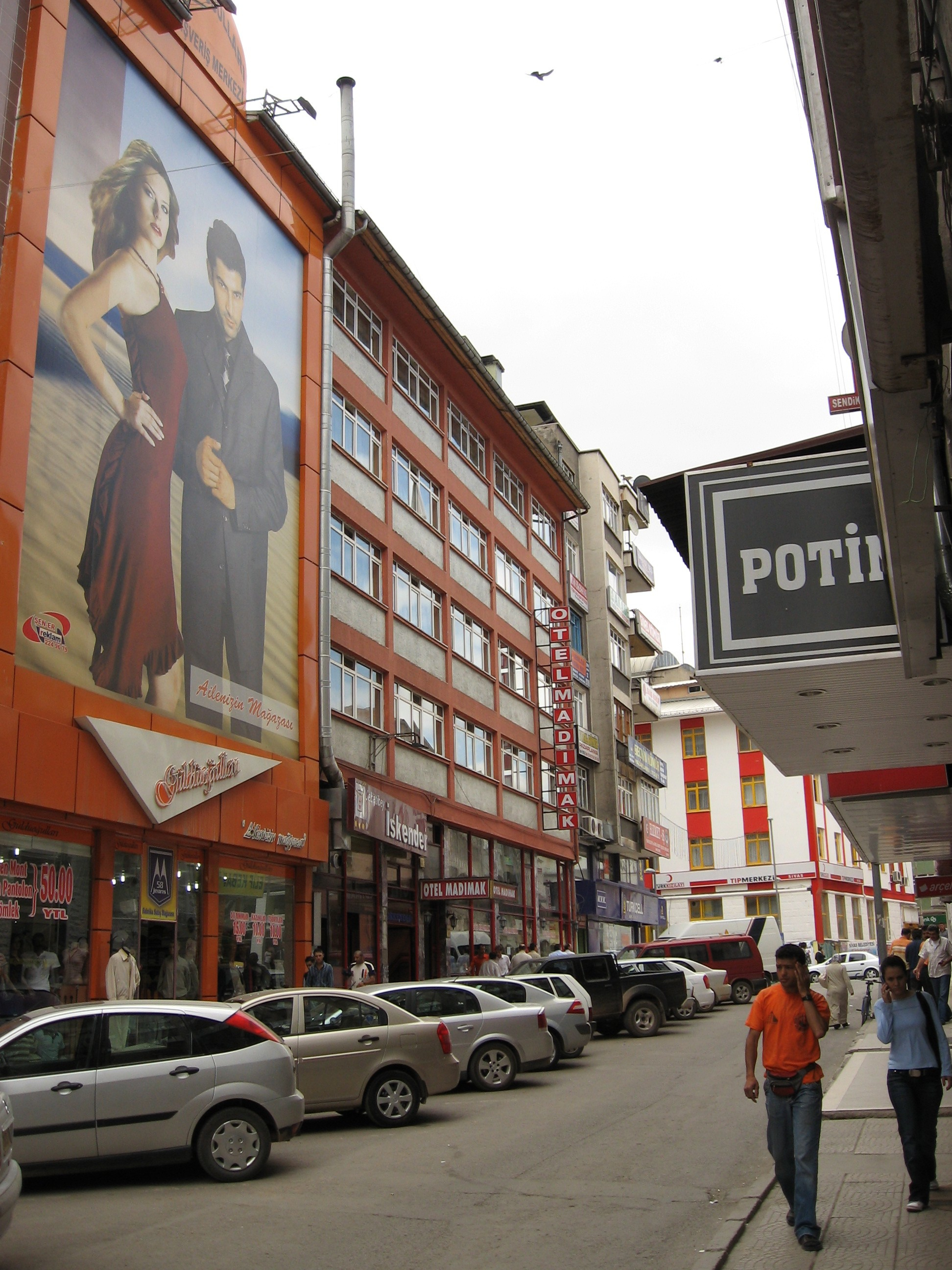
Das Madımak-Gebäude heute

Der Brandanschlag von Sivas bezeichnet den pogromartigen Angriff einer religiös motivierten und aufgepeitschten Menge auf Teilnehmer eines alevitischen Festivals und den anschließenden Brand des Madımak-Hotels am 2. Juli 1993 in der zentralanatolischen Stadt Sivas in der Türkei. Dabei kamen 35 Personen zumeist alevitischen Glaubens ums Leben. Im offiziellen türkischen Sprachgebrauch wird es als Sivas-Ereignis bezeichnet. Aleviten sprechen von dem Sivas-Massaker.

## Brandanschlag auf das Madımak-Hotel
Bei einem alevitischen Kulturfestival zu Ehren des Dichters Pir Sultan Abdal im Sommer 1993 in Sivas erklärte der türkische Schriftsteller Aziz Nesin öffentlich, er halte einen Teil der türkischen Bevölkerung für „feige und dumm“, da sie nicht den Mut hätten, für die Demokratie einzutreten. Seine Übersetzung und teilweise Veröffentlichung des für einige Muslime ketzerischen Romans Die satanischen Verse von Salman Rushdie führten dazu, dass sich vor allem konservative sunnitische Kreise provoziert fühlten. Am 2. Juli versammelte sich eine aufgebrachte Menschenmasse (die Anzahl der Personen wird auf 20.000 geschätzt) nach dem Freitagsgebet vor dem Madımak-Hotel, in dem Aziz Nesin, aber auch alevitische Musiker, Schriftsteller, Dichter und Verleger logierten.
Mitten aus der wütend protestierenden Menschenmenge wurden schließlich Brandsätze gegen das Hotel geworfen. Da das Hotel aus Holz gebaut war, breitete sich das Feuer schnell aus. Dabei verbrannten 35 Menschen; der Autor Aziz Nesin, dem laut einigen Angaben der Anschlag in erster Linie gegolten hatte, überlebte jedoch leicht verletzt. Wegen der wütenden Menschenmenge draußen vor dem Hotel konnten die Bewohner des Hotels nicht ins Freie, bis sie schließlich vom Feuer eingeschlossen waren.
Das Staatssicherheitsgericht in Ankara kam zu dem Urteil, dass die Menge die Feuerwehr bei den Rettungsarbeiten behinderte. Zudem belegen Zeugenaussagen sowie Videoaufnahmen, wie vereinzelte Polizisten der Menge halfen und eine anrückende Militäreinheit sich wieder zurückzog.

## Nachwirkungen der Ereignisse
Im Zusammenhang mit der Tat wurden 33 Todes- und 85 Haftstrafen verhängt; mit der Abschaffung der Todesstrafe in der Türkei im Jahr 2004 wurden erstere in lebenslange Haftstrafen umgewandelt. Einzelne Verurteilte wurden später aus gesundheitlichen Gründen begnadigt.
Bis Ende 2010 führten Sunniten im Gebäude des ehemaligen Madımak-Hotels ein Restaurant mit Fleischgerichten. Das führte bei den Aleviten zu Empörung und Widerspruch, da sie dort ein Friedens-Museum sehen wollen. Anfang 2011 wurde das Madımak-Hotel vom türkischen Staat gekauft und geräumt. Danach begannen die Bauarbeiten für ein Kulturzentrum. Darin befindet sich eine Gedenkstätte für die Opfer des Anschlags, außerdem befindet sich eine Bücherei im neuen Madımak. Alevitische Vereine bestehen darauf, dass das Kulturzentrum in „Friedens-Museum“ umbenannt wird.
Am 11. November 2007 wurden die Gräber der Sivas-Opfer in Ankara, Karsiyaka beschädigt. Die Gedenkmauer wurde dabei komplett zerstört. Kurze Zeit später kam es erneut zu einer Beschädigung der Sivas-Gedenkstätte durch unbekannte Täter.
Trotz des gereizten Klimas zwischen Sunniten und Aleviten in der Türkei aufgrund des Brandanschlags in Sivas führten die Ereignisse auch zur Annäherung beider Gruppen und zur gemeinsamen Solidarität, solche tragischen Ereignisse in Zukunft abzuwenden. Jährlich findet am 2. Juli eine Gedenkfeier für die 35 Opfer des Brandanschlags von Sivas statt, an der Vertreter beider Gruppen teilnehmen. Die türkische Regierung jedoch verwendet nie den Begriff „Massaker“, sondern „trauriger Vorfall“.
Immer noch sind zahlreiche Verurteilte auf der Flucht, wobei sich viele in Deutschland aufhalten. Nicht bei allen scheint ein internationaler Haftbefehl an die Botschaften weitergeleitet worden zu sein. Der türkische Staat weist diese Vorwürfe allerdings zurück.

## Prominente Opfer

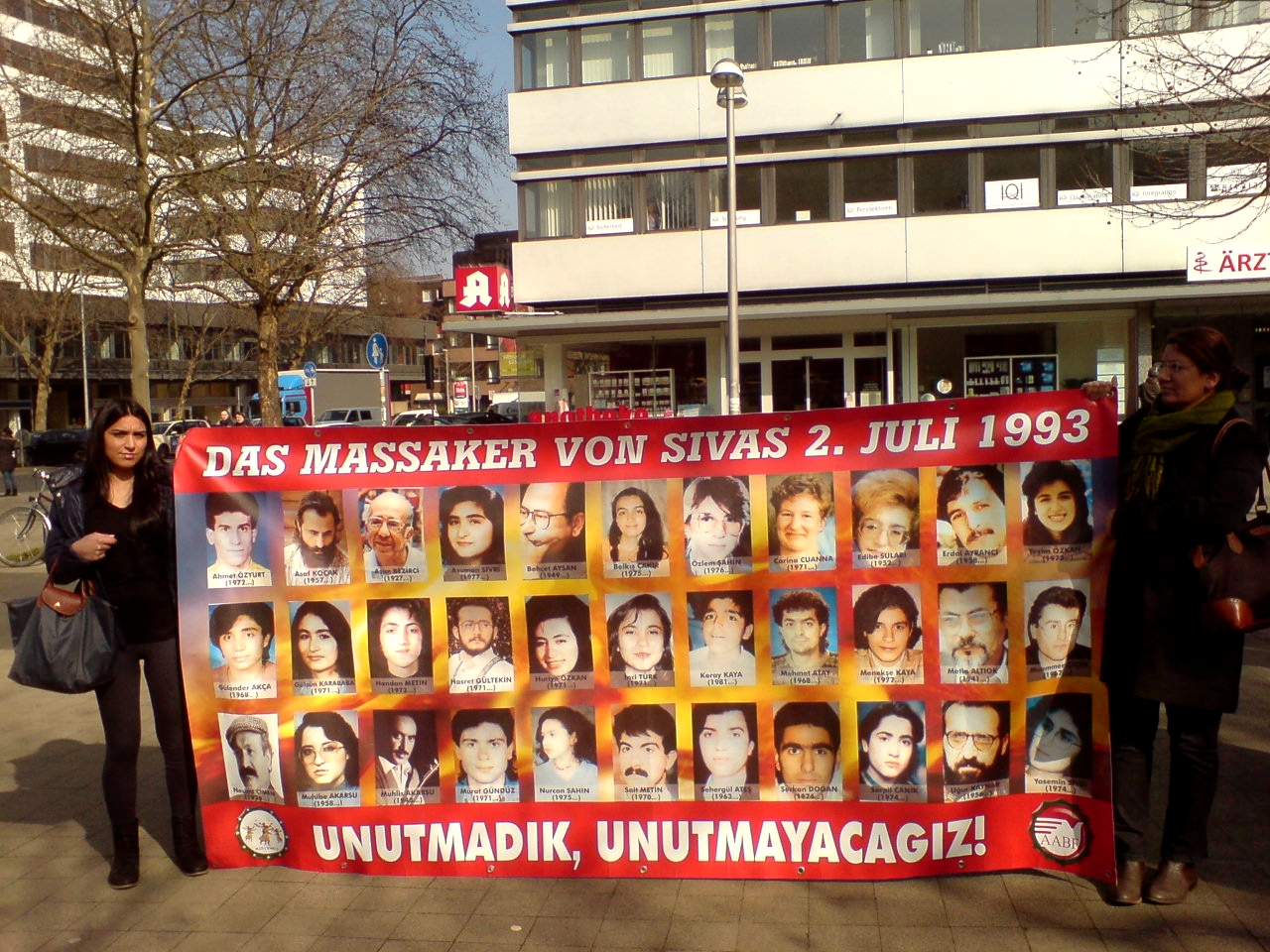
Porträts der 33 getöteten Künstler

- Muhlis Akarsu (* 1948 in Sivas), Volkssänger und Saz-Spieler
- Metin Altıok (* 1941 in Izmir), Dichter
- Behçet Aysan (* 1949 in Ankara), Dichter, Arzt
- Asım Bezirci (* 1927 in Erzincan), Dichter, Schriftsteller
- Nesimi Çimen (* 1931 in Adana), Volkssänger und Cura-Spieler
- Asaf Koçak (* 1958 in Yozgat), Karikaturist
- Hasret Gültekin (* 1971 in Sivas), Volkssänger und Saz-Spieler
- Edibe Sulari (* 1953 in Erzincan), Volkssängerin

## Verarbeitung in der Kunst
Mit dem Brandanschlag von Sivas setzte sich eine Reihe von Liedern auseinander. Die Sänger – fast alle selbst Aleviten – brachten damit ihre Gefühle zum Ausdruck.
Fazıl Say komponierte einem der Opfer zu Ehren das Requiem für Metin Altıok (2003). Die Uraufführung wurde durch das türkische Ministerium für Kultur und Tourismus auf Anweisung von Ministerpräsident Erdoğan (Zitat: „Wir wollen nicht daran erinnert werden“) zensiert. Eine durch persönliche Intervention des türkischen Ministerpräsidenten und seines Kulturministers verhinderte Aufführung zur Frankfurter Buchmesse 2008 lenkte erneut den internationalen Blick auf den Brandanschlag und den Umgang der türkischen Regierung damit.

## Bücher über den Brandanschlag von Sivas
Der Anschlag wurde Thema mehrerer Bücher, in denen die Autoren die Ereignisse an diesem Tag schildern, zum Beispiel:
- Aziz Nesin: Sivas’in Acısı
- Hidayet Karakuş: Ateşli Mektuplar
- Hikmet Çetinkaya: Zambak Sana da Bulaştı Kan
- Öner Yağcı: Sivas'ı Unutmadık
- Soner Doğan: Sivas: 2 Temmuz 1993
- Zeki Büyüktanır: Madımak Çığlığı

In der deutschsprachigen Literatur
- Vor zehn Jahren: Islamistisches Pogrom in Sivas fordert 37 Tote. In: analyse+kritik Nr. 474 vom 20. Juni 2003.